# Pseudomulciber salomonum
Pseudomulciber salomonum är en skalbaggsart som beskrevs av Stefan von Breuning 1961. Pseudomulciber salomonum ingår i släktet Pseudomulciber och familjen långhorningar. Inga underarter finns listade i Catalogue of Life.